# استوک مندویل
latitudeاستوک مندویلlongitudeاستوک مندویل
استوک مندویل (به انگلیسی: Stoke Mandeville) یک روستا در بریتانیا است که در انگلستان واقع شده‌است.

## نگارخانه

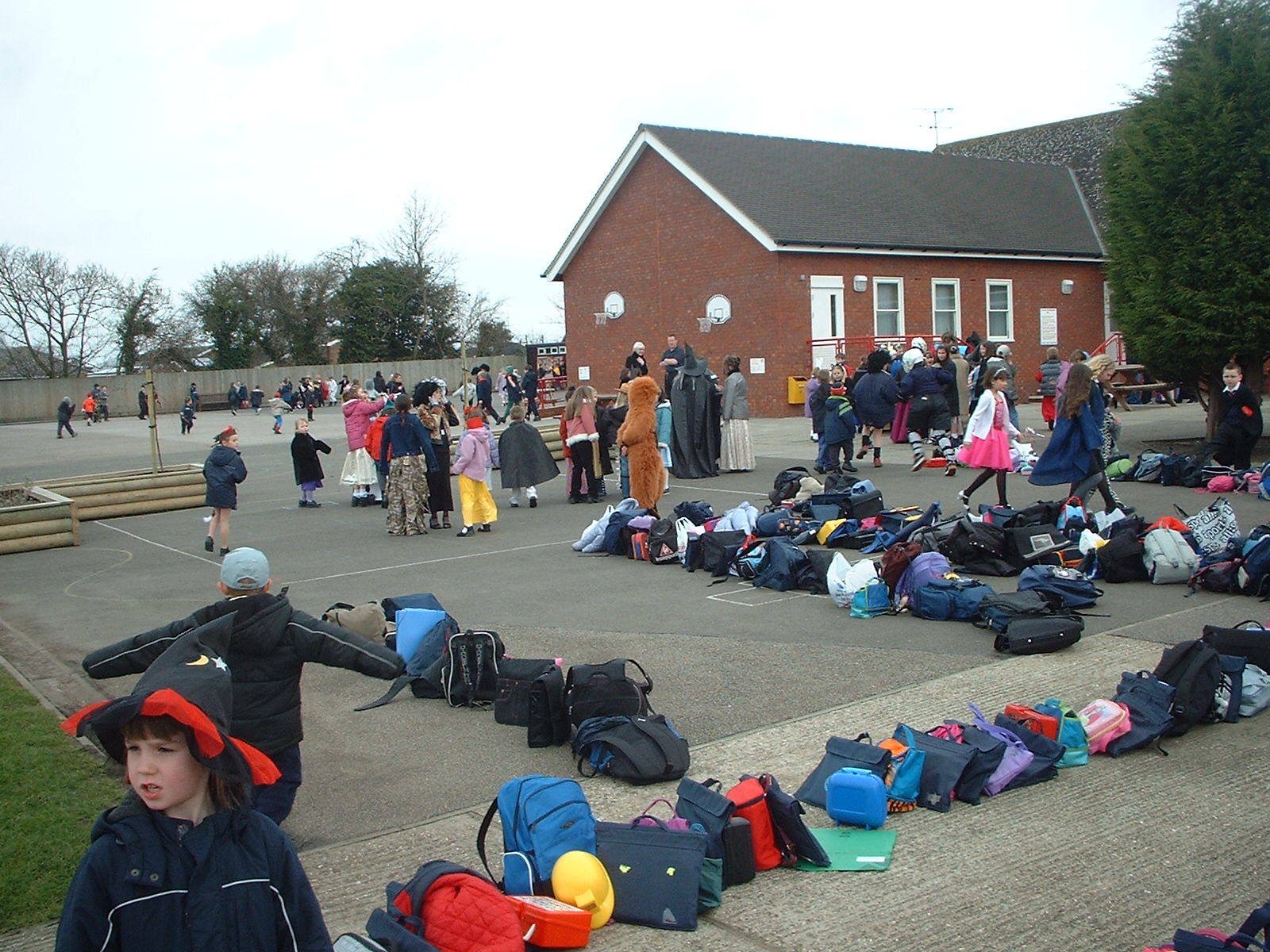
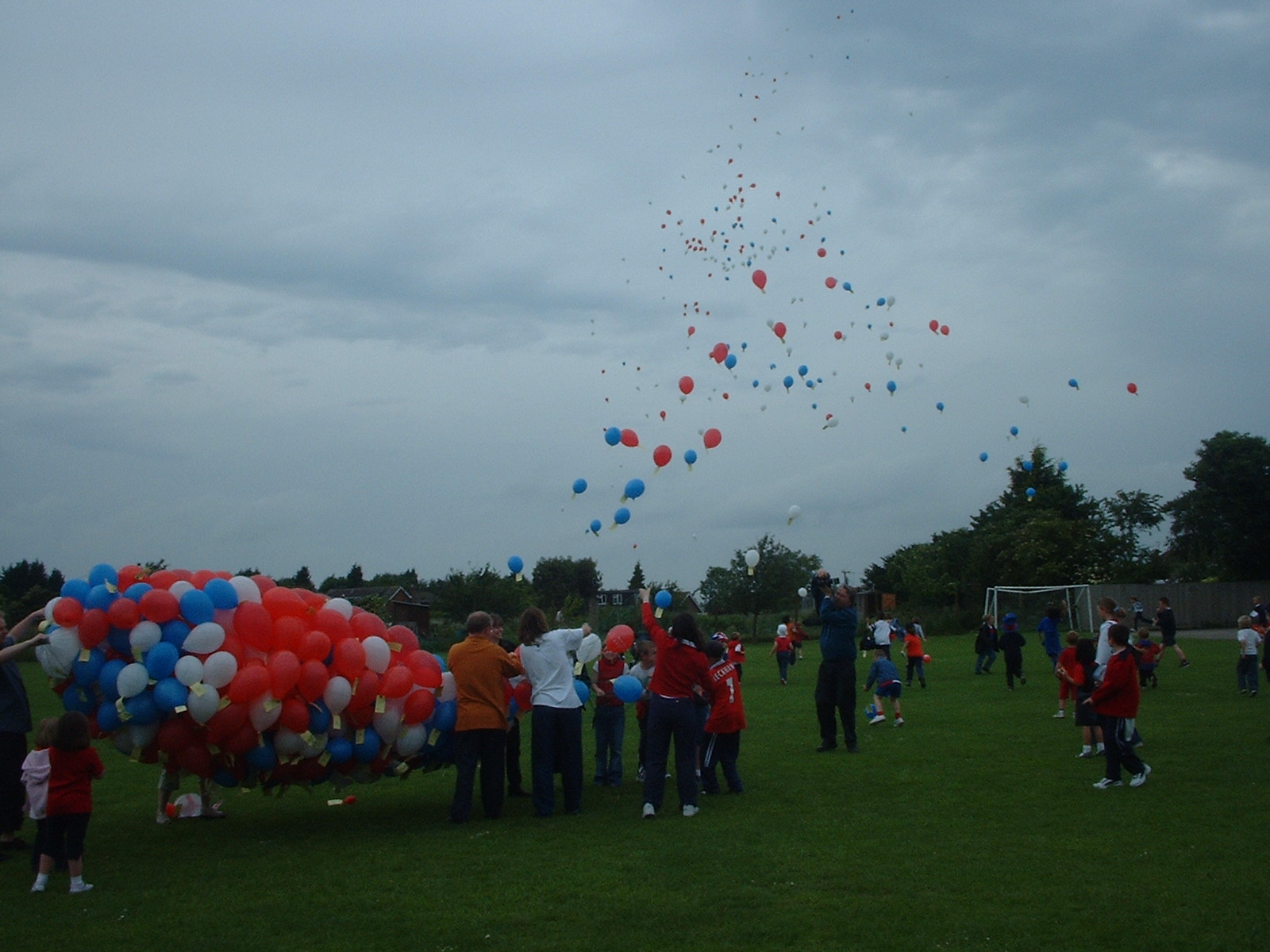

## خصوصیات
استوک مندویل ۵٬۸۲۵ نفر جمعیت دارد.